# Brunon Józef Szafarkiewicz
Brunon Józef Szafarkiewicz (ur. 9 września 1821 w Gocanowie, zm. 27 lipca 1892) – przyrodnik, nauczyciel, działacz społeczny.

## Życiorys
Brunon Józef Szafarkiewicz urodził się w Gocanowie w szlacheckiej rodzinie Wawrzyńca Szafarkiewicza oraz Joanny Nepomuceny z domu Mieczkowska. W 1841 roku otrzymał świadectwo maturalne w gimnazjum Marii Magdaleny w Poznaniu. Studiował we Fryburgu przez 2 letni okres teologię, a następnie w Berlinie nauki matematyczno-przyrodnicze. Napisał rozprawę De Theoremate Tayloriano i na jej podstawie w 1845 roku otrzymał tytuł doktora filozofii. Nauczał od 1845 do 1853 roku w gimnazjum Marii Magdaleny w Poznaniu, a po powstaniu średniej szkoły realnej w 1853 roku, przeniósł się do niej i do 1868 roku wykładał w niej matematykę i nauki przyrodnicze. Przez dwa lata był redaktorem „Przeglądu Poznańskiego”, a od L. Merzbacha wykupił w roku 1862 kwartalnik „Ziemianin”. Do 1866 roku redagował czasopismo, które przekształcił w tygodnik o wysokim poziomie naukowym. Porzucił pracę w szkolnictwie i starał się podnieść wielkopolski przemysł oraz inwestował w budownictwo miejskie Poznania. Od 1870 do 1876 roku w Szkole Rolniczej im. Haliny w Żabikowie był wykładowcą technologii, a w latach 80. prowadził dla młodzieży męskiej i żeńskiej prywatne kursy handlowe oraz gospodarstwa domowego. W latach 1862–1867 i 1880–1886 był przewodniczącym Wydziału Przyrodniczego Poznańskiego Towarzystwa Przyjaciół Nauk. Sekretarz Niemieckiego Stowarzyszenia Przyrodniczego od 1857 do 1879 roku oraz prezes Towarzystwa Przemysłowego od 1872 do 1874 roku i był nim jeszcze w 1879 roku. Zmarł w Poznaniu 27 lipca 1892 roku, a jego grób zachował się na Cmentarzu Zasłużonych na Wzgórzu św. Wojciecha w Poznaniu.
Brunon Józef Szafarkiewicz był dwukrotnie żonaty: w latach 1824–1869 z Emilią Malinowską, z którą miał kilkoro dzieci, m.in. Stanisława (1853–1885), Annę (1854–1855), Kazimierza (ur. 1856), Helenę (1866–1869) i od 1871 roku z Ludwiką Siemiątkowską.
Szafarkiewicz był w drugiej połowie XIX w. najbardziej zasłużonym przyrodnikiem i społecznikiem-pozytywistą w zaborze pruskim i nazywano go „poznańskim Wokulskim”. Będąc pedagogiem i badaczem był autorem podręcznika szkolnego Historia naturalna do szkół, kurs I (1850, 1864) i kurs II (1853, 1861). Zebrał bardzo obszerny zielnik z którego często korzystali niemieccy floryści: Ritschl, Pfuhl i Spribille. Popularyzował wiedzę przyrodniczą. Kładł największe zasługi jako społecznik-filantrop, rozbudowując miasto. Odkrył pokłady iłów w Starołęce i wybudował nowoczesną cegielnię. Od Starego Rynku wybudował w bocznych ulicach szereg domów oraz dzięki jego staraniom powstały ogrody i nowy cmentarz farny. Był pasjonatem usprawnienia komunikacji miejskiej między Starym Rynkiem a Aleją Marcinkowskiego, a jego kosztowne inwestycje budowlane doprowadziły do jego bankructwa finansowego.